# Douthat
Douthat é uma cidade fantasma no condado de Ottawa, estado de Oklahoma, nos Estados Unidos. Douthat fica a cerca de 3 quilómetros da também cidade fantasma de Picher. Douthat tinha estação de correios que abriu em 17 de março de 1917. O nome da comunidade devia-se a Zahn A. Douthat, o dono da cidade. Douthat foi abandonada devido a razões ambientais, tal como sucedeu com Picher e Cardin do mesmo estado de Oklahoma e Treece no vizinho estado do Kansas.